# التلة الفرنسية

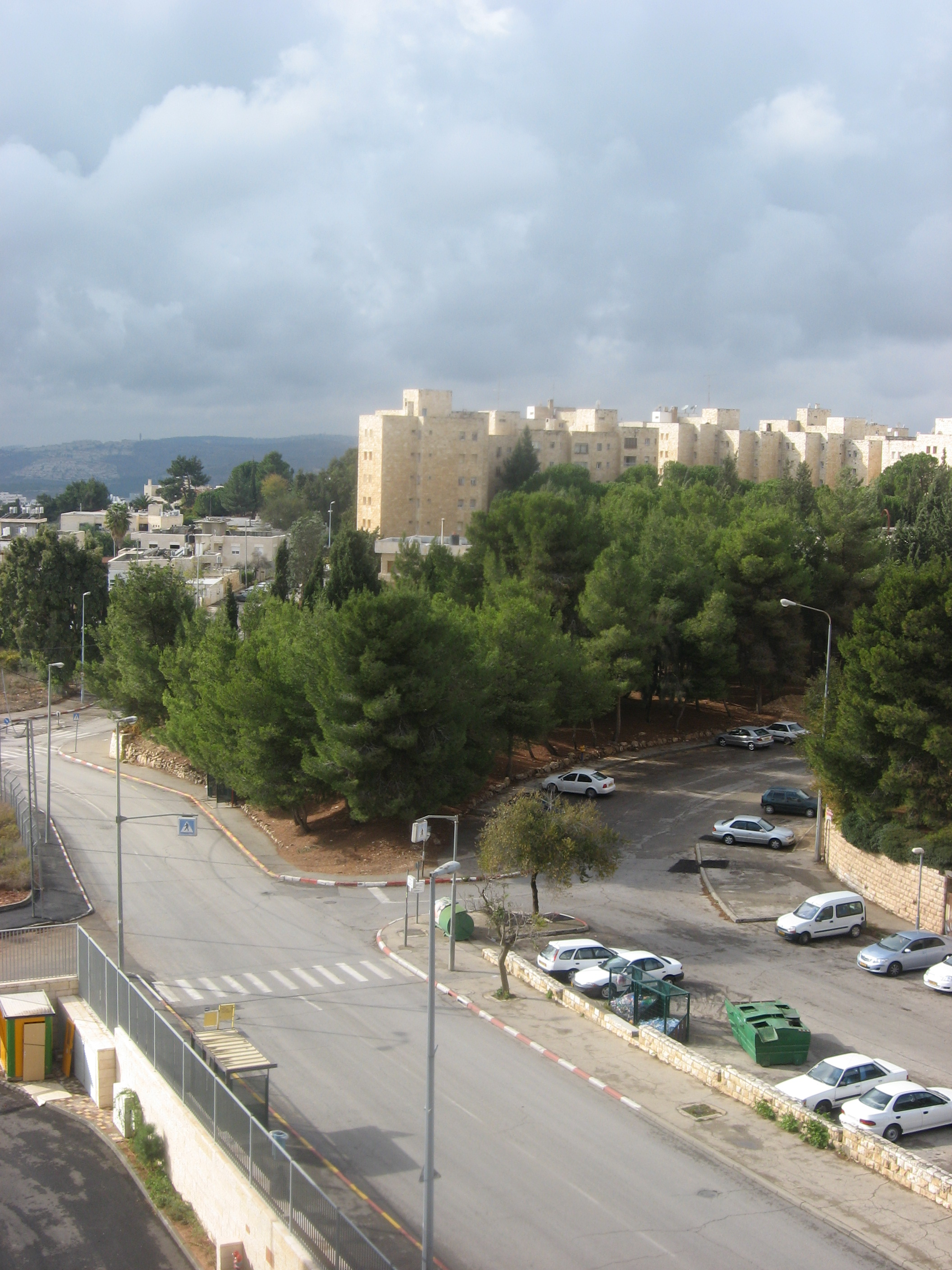
بنايات وشوارع التلة

التلة الفرنسية ويطلق عليها الإسرائيليون جيفعات شبيرا (بالعبرية: גִּבְעַת שַׁפִּירָא) تلة تقع شمال شرق المسجد الأقصى والبلدة القديمة في القدس وتطل عليها، يسكنها اليهود المستوطنون.
تقع التلة في الأراضي المحتلة عام 1967. وفقا لمعهد أريج، صادرت إسرائيل أراضي من العيسوية وشعفاط لتوسيع التلة الفرنسية في عام 1968. في عام 1969، بدأ بناء في حي سكني جديد لإنشاء رابط أرضي بين القدس الغربية والجامعة العبرية على جبل المشارف.

## أشخاص بارزون
- يونيت ليفي